# George Spencer-Churchill (6e duc de Marlborough)
Pour les articles homonymes, voir George Spencer-Churchill, Spencer et Churchill.
Cet article possède des paronymes, voir George Spencer et George Churchill.
Pour les autres membres de la famille, voir Famille Spencer.
George Spencer-Churchill (27 décembre 1793 - 1er juillet 1857, Palais de Blenheim), 6e duc de Marlborough, connu sous les titres de comte de Sunderland jusqu'en 1817 puis de marquis de Blandford jusqu'en 1840, est un homme politique britannique.

## Biographie
Fils de George Spencer-Churchill (5e duc de Marlborough), il suit ses études à Eton College, puis à la Christ Church (Oxford), dont il sort Doctor of Laws.
Jeune, il est un joueur de cricket (First-class cricket).
Il siège à la Chambre des communes de 1818 à 1840. En 1840, il succède à son père dans le titre de duc de Marlborough et à la Chambre des lords.
Il devient Lord Lieutenant de Oxfordshire en 1842 et le reste jusqu'à sa mort.

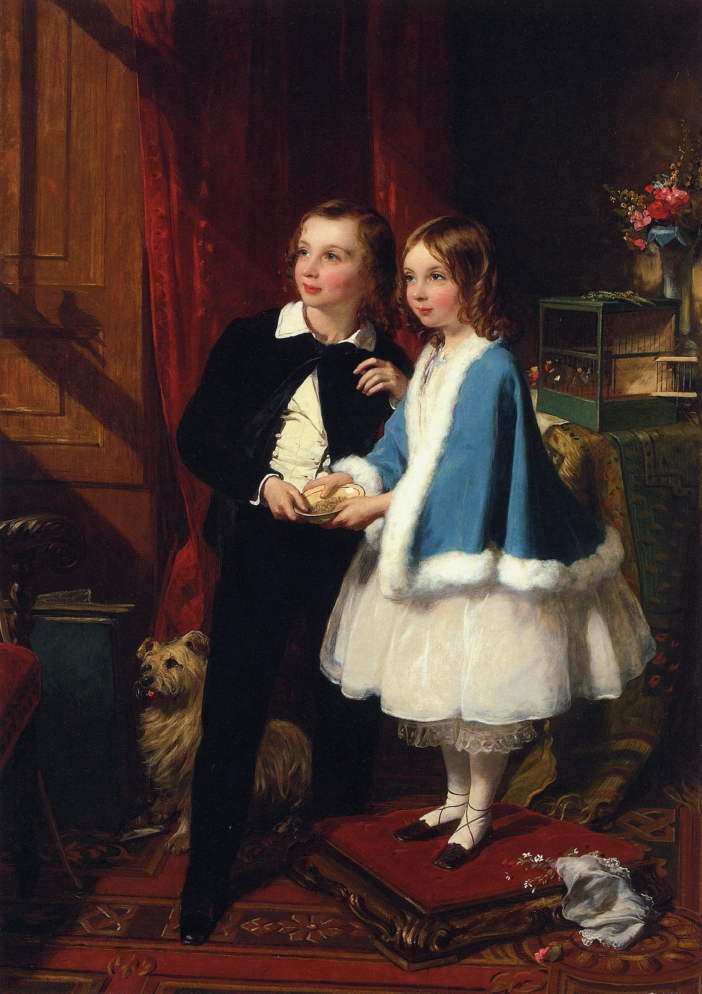
Portrait de ses enfants, Lord Almeric Athelstan Spencer-Churchill et Lady Clementina Spencer-Churchill.

Marié en 1819 avec sa cousine Lady Jane Stewart, fille de George Stewart (8e comte de Galloway), puis en 1846 avec Charlotte Augusta Flower, fille de Henry Flower (4e vicomte Ashbrook), il est entre autres le père de John Spencer-Churchill (7e duc de Marlborough), de Lord Alan Spencer-Churchill et le beau-père de John Pratt (3e marquis Camden).

## Sources
- (en) Cet article est partiellement ou en totalité issu de l’article de Wikipédia en anglais intitulé « George Spencer-Churchill, 6th Duke of Marlborough » (voir la liste des auteurs).